# Монти, Луис
Луи́с Фели́пе Мо́нти (исп. Luis Felipe Monti; 15 мая 1901, Буэнос Айрес — 9 сентября 1983, Эскобара) — аргентинский и итальянский футболист, обладатель Кубка мира 1934 в составе сборной Италии, серебряной олимпийской медали Летних Игр 1928 в Амстердаме в составе сборной Аргентины. Чемпион Южной Америки 1927 года. Единственный футболист, игравший в двух финалах чемпионатов мира за две разные сборные. Имел репутацию одного из самых грубых игроков в мире.

## Карьера
Луис Монти родился в Буэнос-Айресе у родителей, родившихся в Романье, Италия.
Был из семьи футболистов: брат Энрике играл в «Уракане», «Сан-Лоренсо» и «Порвенире» и завершил карьеру в 1929 году; дядя Хуан играл за «Сан-Лоренсо» и «Хенераль Митре» до 1920 года, а позже занимал руководящие должности в клубе из Альмагро («Сан-Лоренсо де Альмагро»). Другими родственниками, хотя и не столь близкими, являются его двоюродные братья — Антонио, который играл за «Сан-Лоренсо» и «Коллегиалес»; Эусебио, выступал в «Банфилде» и «Спортиво Палермо»; Луис Педро выступал за «Альвеара», «Платенсе» и «Эстудиантес», и Марио, также игравший в «Сан-Лоренсо» и «Нуэва Чикаго».

## Достижения
В качестве игрока
- Чемпион Аргентины в допрофессиональный период (4): 1921, 1923 (AAmF), 1924 (AAmF), 1927
- Чемпион Италии (4): 1931/32, 1932/33, 1933/34, 1934/35
- Обладатель Кубка Италии (1): 1937/38
- Чемпион Южной Америки (1): 1927
- Серебряный медалист Олимпиады (1): 1928
- Обладатель Кубка Швехла (1): 1935
- Чемпион мира (1): 1934
- Вице-чемпион мира (1): 1930

В качестве тренера
- Обладатель Кубка Италии (1): 1941/42